# Croatian Bol Ladies Open 1998
Croatian Bol Ladies Open 1998 — тенісний турнір, що проходив на відкритих кортах з ґрунтовим покриттям у Болі (Хорватія). Належав до турнірів 4-ї категорії в рамках Туру WTA 1998. Тривав з 27 квітня до 3 травня 1998 року.

## Фінальна частина

### Одиночний розряд
Мір'яна Лучич-Бароні —  Коріна Мораріу 6–2, 6–4
- Для Лучич це був 3-й титул за сезон і 4-й — за кар'єру.

### Парний розряд
Лаура Монтальво /  Паола Суарес —  Йоаннетта Крюгер /  Мір'яна Лучич-Бароні без гри
- Для Монтальво це був 1-й титул за рік і 3-й — за кар'єру. Для Суарес це був 5-й титул за сезон і 6-й — за кар'єру.